# Bert (TV-serie, 2021)
Bert är en svensk TV-serie från 2021, regisserad av Bill Schumacher. Serien är baserad på Berts universum av Anders Jacobsson och Sören Olsson med huvudrollen Bert spelad av Adrian Macéus. Serien hade premiär den 1 april 2021 på streamingtjänsten C More.

## Handling
Handlingen utspelar sig när Bert just har fyllt 14 år och precis blivit dumpad av sin flickvän. Han väljer då att försöka hitta kärleken på nytt men stöter på flera hinder under vägen, bland annat snygga gitarrkillar, pinsamma föräldrar och plötsliga akneutbrott.

## Rollista (i urval)
| - Adrian Macéus – Bert Ljung - Lily Wahlsteen – Thora - Arvid Bergelv – Lill-Erik - Samy Karlsson Fariat – Åke - Adam Stevenson – Student - Igor Romanus – Klimpen - Anders Johansson – Fredrik - Emma Peters – Madeleine - Johanna Rane – Natasha - Ahmed Berhan – Adam | - Ing-Marie Carlsson – Mormor - Teo Dellback – Theo - Pontus Edgren – Lill-Eriks pappa - Teresa Eliasson – Jenny - Romina Adl Kasravi – Alicia - Petra Mede – Fransklärare - Stella Munck – Nelly - Rebecka Norling – Vanessa - Cecilia Frode – Skolsyster - Mikael Tornving – Polisagent |